# Playoffs NBA 1970
Los Playoffs de la NBA de 1970 fueron el torneo final de la temporada 1969-70 de la NBA. Concluyó con la victoria de New York Knicks, campeón de la Conferencia Este, sobre Los Angeles Lakers, campeón de la Conferencia Oeste, por 4-3. Willis Reed de los Knicks fue nombrado MVP de las Finales.
Era el primer campeonato para los Knicks en la historia de su franquicia, y marcó su primera aparición en las Finales después de que perdiese su tercera final consecutiva en 1953, irónicamente, ante los Lakers cuando estos aún jugaban en Minneapolis, Minnesota.
Para los Lakers, sería su tercer golpe al campeonato de la Conferencia Oeste, y el segundo año consecutivo en el que perdían en el séptimo partido las Finales de la NBA. Los Lakers dejaron caer su octavo pase a las Finales (las siete anteriores, ante Boston Celtics).
Los playoffs de 1970 figuraron como el debut de Milwaukee Bucks, después de dos años en la liga, y consiguieron ganar en la primera ronda venciendo a Philadelphia 76ers.
Por su parte los Lakers se convirtieron en el segundo equipo de la NBA en ganar una serie después de ir perdiendo 3 partidos a uno, derrotando a Phoenix Suns en siete partidos, en la primera ronda.

## Tabla
|  | Semifinales de División | Semifinales de División | Semifinales de División |   |              | Finales de División | Finales de División | Finales de División |  |    | Finales de la NBA | Finales de la NBA | Finales de la NBA |
|  |                         |                         |                         |   |              |                     |                     |                     |  |    |                   |                   |                   |
|  | E1                      | New York                | 4                       |   |              |                     |                     |                     |  |    |                   |                   |                   |
|  | E3                      | Baltimore               | 3                       |   |              |                     |                     |                     |  |    |                   |                   |                   |
|  | E3                      | Baltimore               | 3                       |   | E1           | New York            | 4                   |                     |  |    |                   |                   |                   |
|  | División Este           |                         |                         |   | E1           | New York            | 4                   |                     |  |    |                   |                   |                   |
|  |                         | E2                      | Milwaukee               | 1 |              |                     |                     |                     |  |    |                   |                   |                   |
|  | E4                      | E2                      | Milwaukee               | 1 | Philadelphia | 1                   |                     |                     |  |    |                   |                   |                   |
|  | E4                      |                         |                         |   | Philadelphia | 1                   |                     |                     |  |    |                   |                   |                   |
|  | E2                      | Milwaukee               | 4                       |   |              |                     |                     |                     |  |    |                   |                   |                   |
|  | E2                      | Milwaukee               | 4                       |   |              |                     |                     |                     |  | E1 | New York          | 4                 |                   |
|  |                         |                         |                         |   |              |                     |                     |                     |  | E1 | New York          | 4                 |                   |
|  |                         | O2                      | Los Angeles             | 3 |              |                     |                     |                     |  |    |                   |                   |                   |
|  | O1                      | O2                      | Los Angeles             | 3 | Atlanta      | 4                   |                     |                     |  |    |                   |                   |                   |
|  | O3                      | Chicago                 | 1                       |   |              |                     |                     |                     |  |    |                   |                   |                   |
|  | O3                      | Chicago                 | 1                       |   | O1           | Atlanta             | 0                   |                     |  |    |                   |                   |                   |
|  | División Oeste          |                         |                         |   | O1           | Atlanta             | 0                   |                     |  |    |                   |                   |                   |
|  |                         | O2                      | Los Angeles             | 4 |              |                     |                     |                     |  |    |                   |                   |                   |
|  | O4                      | O2                      | Los Angeles             | 4 | Phoenix      | 3                   |                     |                     |  |    |                   |                   |                   |
|  | O4                      |                         |                         |   | Phoenix      | 3                   |                     |                     |  |    |                   |                   |                   |
|  | O2                      | Los Angeles             | 4                       |   |              |                     |                     |                     |  |    |                   |                   |                   |

## Semifinales de División

### Semifinales División Este

#### (1)New York Knicksvs. (3)Baltimore Bullets
| 26 de marzo                     | Baltimore Bullets                                       | 117–120              | New York Knicks                                                |                                                                                          |  |  |
|                                 | Parciales: 22–23, 30–23, 23–32, 27–24 (T.E.: 8–8, 7–10) |                      |                                                                |                                                                                          |  |  |
|                                 | Estadísticas Earl Monroe 39 Wes Unseld 31 Wes Unseld 5  | Reporte Pts Reb Asts | Estadísticas Willis Reed 30 Dave DeBusschere 24 Walt Frazier 8 | Pabellón: Madison Square Garden, New York City, New York Asistencia: 19,500 espectadores |  |  |
| New York lidera las series, 1–0 |                                                         |                      |                                                                |                                                                                          |  |  |
|                                 |                                                         |                      |                                                                |                                                                                          |  |  |

| 27 de marzo                     | New York Knicks                                                   | 106–99               | Baltimore Bullets                                       |                                                                                       |  |  |
|                                 | Parciales: 26–26, 22–25, 29–32, 29–16                             |                      |                                                         |                                                                                       |  |  |
|                                 | Estadísticas Willis Reed 27 Willis Reed 17 Frazier, Barnett 6 c/u | Reporte Pts Reb Asts | Estadísticas Gus Johnson 28 Wes Unseld 21 Fred Carter 7 | Pabellón: Baltimore Civic Center, Baltimore, Maryland Asistencia: 12,289 espectadores |  |  |
| New York lidera las series, 2–0 |                                                                   |                      |                                                         |                                                                                       |  |  |
|                                 |                                                                   |                      |                                                         |                                                                                       |  |  |

| 29 de marzo                     | Baltimore Bullets                                       | 127–113              | New York Knicks                                                 |                                                                                          |  |  |
|                                 | Parciales: 27–30, 36–34, 32–21, 32–28                   |                      |                                                                 |                                                                                          |  |  |
|                                 | Estadísticas Earl Monroe 25 Wes Unseld 34 Earl Monroe 5 | Reporte Pts Reb Asts | Estadísticas Walt Frazier 24 Dave DeBusschere 10 Walt Frazier 5 | Pabellón: Madison Square Garden, New York City, New York Asistencia: 19,500 espectadores |  |  |
| New York lidera las series, 2–1 |                                                         |                      |                                                                 |                                                                                          |  |  |
|                                 |                                                         |                      |                                                                 |                                                                                          |  |  |

| 31 de marzo           | New York Knicks                                            | 92–102               | Baltimore Bullets                                       |                                                                                       |  |  |
|                       | Parciales: 21–26, 25–27, 21–24, 25–25                      |                      |                                                         |                                                                                       |  |  |
|                       | Estadísticas Walt Frazier 25 Willis Reed 15 Walt Frazier 7 | Reporte Pts Reb Asts | Estadísticas Earl Monroe 34 Wes Unseld 24 Fred Carter 7 | Pabellón: Baltimore Civic Center, Baltimore, Maryland Asistencia: 12,289 espectadores |  |  |
| Series empatadas, 2–2 |                                                            |                      |                                                         |                                                                                       |  |  |
|                       |                                                            |                      |                                                         |                                                                                       |  |  |

| 2 de abril                      | Baltimore Bullets                                     | 80–101               | New York Knicks                                           |                                                                                          |  |  |
|                                 | Parciales: 27–31, 22–23, 20–22, 11–25                 |                      |                                                           |                                                                                          |  |  |
|                                 | Estadísticas Jack Marin 19 Wes Unseld 15 Jack Marin 6 | Reporte Pts Reb Asts | Estadísticas Willis Reed 36 Willis Reed 36 Walt Frazier 6 | Pabellón: Madison Square Garden, New York City, New York Asistencia: 19,500 espectadores |  |  |
| New York lidera las series, 3–2 |                                                       |                      |                                                           |                                                                                          |  |  |
|                                 |                                                       |                      |                                                           |                                                                                          |  |  |

| 5 de abril            | New York Knicks                                            | 87–96                | Baltimore Bullets                                       |                                                                                       |  |  |
|                       | Parciales: 18–15, 25–26, 23–30, 21–25                      |                      |                                                         |                                                                                       |  |  |
|                       | Estadísticas Walt Frazier 18 Willis Reed 16 Walt Frazier 5 | Reporte Pts Reb Asts | Estadísticas Gus Johnson 31 Wes Unseld 24 Earl Monroe 5 | Pabellón: Baltimore Civic Center, Baltimore, Maryland Asistencia: 12,289 espectadores |  |  |
| Series empatadas, 3–3 |                                                            |                      |                                                         |                                                                                       |  |  |
|                       |                                                            |                      |                                                         |                                                                                       |  |  |

| 6 de abril                    | Baltimore Bullets                                       | 114–127              | New York Knicks                                                        |                                                                                          |  |  |
|                               | Parciales: 23–28, 24–34, 35–26, 32–39                   |                      |                                                                        |                                                                                          |  |  |
|                               | Estadísticas Earl Monroe 32 Wes Unseld 16 Earl Monroe 6 | Reporte Pts Reb Asts | Estadísticas DeBusschere, Barnett 28 c/u Willis Reed 14 Walt Frazier 8 | Pabellón: Madison Square Garden, New York City, New York Asistencia: 19,500 espectadores |  |  |
| New York gana las series, 4–3 |                                                         |                      |                                                                        |                                                                                          |  |  |
|                               |                                                         |                      |                                                                        |                                                                                          |  |  |

Este fue el segundo encuentro de playoffs entre estos dos equipos, con los Knicks ganando el primero de ellos.
| \| 1969 \| Baltimore Bullets \| 0–4 \| New York Knicks \| \| \| \| \| \| \| \| \| \| \| \| \| Pabellón: 1969 Eastern Division Semifinals \| |                   |     |                 |                                            |
| 1969 | Baltimore Bullets | 0–4 | New York Knicks |                                            |
| |                   |     |                 |                                            |
| |                   |     |                 | Pabellón: 1969 Eastern Division Semifinals |

#### (2)Milwaukee Bucksvs. (4)Philadelphia 76ers
| 25 de marzo                      | Philadelphia 76ers                                                           | 118–125              | Milwaukee Bucks                                                            |                                                                                                  |  |  |
|                                  | Parciales: 27–28, 30–27, 26–29, 35–41                                        |                      |                                                                            |                                                                                                  |  |  |
|                                  | Estadísticas Clark, B. Cunningham 21 c/u Jim Washington 9 Greer, Jones 7 c/u | Reporte Pts Reb Asts | Estadísticas Kareem Abdul-Jabbar 36 Kareem Abdul-Jabbar 20 Bob Dandridge 6 | Pabellón: University of Wisconsin Field House, Madison, Wisconsin Asistencia: 9,686 espectadores |  |  |
| Milwaukee lidera las series, 1–0 |                                                                              |                      |                                                                            |                                                                                                  |  |  |
|                                  |                                                                              |                      |                                                                            |                                                                                                  |  |  |

| 27 de marzo           | Philadelphia 76ers                                                                   | 112–105              | Milwaukee Bucks                                                      |                                                                                                  |  |  |
|                       | Parciales: 32–23, 31–34, 23–20, 26–28                                                |                      |                                                                      |                                                                                                  |  |  |
|                       | Estadísticas Billy Cunningham 37 B. Cunningham, Washington 10 c/u Billy Cunningham 7 | Reporte Pts Reb Asts | Estadísticas Kareem Abdul-Jabbar 33 Bob Dandridge 12 Bob Dandridge 7 | Pabellón: University of Wisconsin Field House, Madison, Wisconsin Asistencia: 9,686 espectadores |  |  |
| Series empatadas, 1–1 |                                                                                      |                      |                                                                      |                                                                                                  |  |  |
|                       |                                                                                      |                      |                                                                      |                                                                                                  |  |  |

| 30 de marzo                      | Milwaukee Bucks                                                              | 156–120              | Philadelphia 76ers                                         |                                                                                |  |  |
|                                  | Parciales: 40–14, 37–27, 47–31, 32–48                                        |                      |                                                            |                                                                                |  |  |
|                                  | Estadísticas Kareem Abdul-Jabbar 33 Kareem Abdul-Jabbar 17 Flynn Robinson 14 | Reporte Pts Reb Asts | Estadísticas Archie Clark 20 Jim Washington 11 Bud Ogden 6 | Pabellón: Spectrum, Philadelphia, Pennsylvania Asistencia: 15,244 espectadores |  |  |
| Milwaukee lidera las series, 2–1 |                                                                              |                      |                                                            |                                                                                |  |  |
|                                  |                                                                              |                      |                                                            |                                                                                |  |  |

| 1 de abril                       | Milwaukee Bucks                                                   | 118–111               | Philadelphia 76ers                                              |                                                                                |  |  |
|                                  | Parciales: 35–24, 25–32, 26–27, 32–28                             |                       |                                                                 |                                                                                |  |  |
|                                  | Estadísticas Kareem Abdul-Jabbar 33 Greg Smith 19 Bob Dandridge 7 | Boxscore Pts Reb Asts | Estadísticas Billy Cunningham 50 Darrall Imhoff 16 Wali Jones 7 | Pabellón: Spectrum, Philadelphia, Pennsylvania Asistencia: 14,206 espectadores |  |  |
| Milwaukee lidera las series, 3–1 |                                                                   |                       |                                                                 |                                                                                |  |  |
|                                  |                                                                   |                       |                                                                 |                                                                                |  |  |

| 3 de abril                     | Philadelphia 76ers                                               | 106–115              | Milwaukee Bucks                                                            |                                                                                                   |  |  |
|                                | Parciales: 28–28, 33–24, 24–30, 21–33                            |                      |                                                                            |                                                                                                   |  |  |
|                                | Estadísticas Billy Cunningham 28 Billy Cunningham 18 Hal Greer 6 | Reporte Pts Reb Asts | Estadísticas Kareem Abdul-Jabbar 46 Kareem Abdul-Jabbar 25 Bob Dandridge 8 | Pabellón: University of Wisconsin Field House, Madison, Wisconsin Asistencia: 12,868 espectadores |  |  |
| Milwaukee gana las series, 4–1 |                                                                  |                      |                                                                            |                                                                                                   |  |  |
|                                |                                                                  |                      |                                                                            |                                                                                                   |  |  |

Éste fue el primer enfrentamiento en playoffs entre ambos equipos.

### Semifinales División Oeste

#### (1)Atlanta Hawksvs. (3)Chicago Bulls
| 25 de marzo                    | Chicago Bulls                                                      | 111–129              | Atlanta Hawks                                                |                                                                                        |  |  |
|                                | Parciales: 27–34, 33–30, 23–33, 28–32                              |                      |                                                              |                                                                                        |  |  |
|                                | Estadísticas Chet Walker 17 Tom Boerwinkle 11 Haskins, Weiss 6 c/u | Reporte Pts Reb Asts | Estadísticas Joe Caldwell 39 Bill Bridges 15 Walt Hazzard 10 | Pabellón: Alexander Memorial Coliseum, Atlanta, Georgia Asistencia: 6,427 espectadores |  |  |
| Atlanta lidera las series, 1–0 |                                                                    |                      |                                                              |                                                                                        |  |  |
|                                |                                                                    |                      |                                                              |                                                                                        |  |  |

| 28 de marzo                    | Chicago Bulls                                                            | 104–124              | Atlanta Hawks                                                |                                                                                        |  |  |
|                                | Parciales: 25–38, 23–23, 25–40, 31–23                                    |                      |                                                              |                                                                                        |  |  |
|                                | Estadísticas Tom Boerwinkle 23 Tom Boerwinkle 12 Boerwinkle, Weiss 4 c/u | Reporte Pts Reb Asts | Estadísticas Joe Caldwell 23 Walt Bellamy 14 Walt Hazzard 13 | Pabellón: Alexander Memorial Coliseum, Atlanta, Georgia Asistencia: 7,195 espectadores |  |  |
| Atlanta lidera las series, 2–0 |                                                                          |                      |                                                              |                                                                                        |  |  |
|                                |                                                                          |                      |                                                              |                                                                                        |  |  |

| 31 de marzo                    | Atlanta Hawks                                             | 106–101              | Chicago Bulls                                                     |                                                                             |  |  |
|                                | Parciales: 29–17, 22–37, 25–24, 30–23                     |                      |                                                                   |                                                                             |  |  |
|                                | Estadísticas Lou Hudson 30 Walt Bellamy 17 Walt Hazzard 8 | Reporte Pts Reb Asts | Estadísticas Shaler Halimon 22 Tom Boerwinkle 18 Shaler Halimon 6 | Pabellón: Chicago Stadium, Chicago, Illinois Asistencia: 8,898 espectadores |  |  |
| Atlanta lidera las series, 3–0 |                                                           |                      |                                                                   |                                                                             |  |  |
|                                |                                                           |                      |                                                                   |                                                                             |  |  |

| 3 de abril                     | Atlanta Hawks                                               | 120–131              | Chicago Bulls                                                        |                                                                             |  |  |
|                                | Parciales: 25–32, 28–25, 35–42, 32–32                       |                      |                                                                      |                                                                             |  |  |
|                                | Estadísticas Joe Caldwell 38 Bill Bridges 25 Walt Hazzard 9 | Reporte Pts Reb Asts | Estadísticas Chet Walker 39 Sloan, Boerwinkle 12 c/u Clem Haskins 13 | Pabellón: Chicago Stadium, Chicago, Illinois Asistencia: 7,584 espectadores |  |  |
| Atlanta lidera las series, 3–1 |                                                             |                      |                                                                      |                                                                             |  |  |
|                                |                                                             |                      |                                                                      |                                                                             |  |  |

| 5 de abril                   | Chicago Bulls                                                 | 107–113              | Atlanta Hawks                                               |                                                                                        |  |  |
|                              | Parciales: 25–20, 26–31, 22–34, 34–28                         |                      |                                                             |                                                                                        |  |  |
|                              | Estadísticas Clem Haskins 22 Tom Boerwinkle 19 Clem Haskins 6 | Reporte Pts Reb Asts | Estadísticas Joe Caldwell 24 Walt Bellamy 23 Bill Bridges 4 | Pabellón: Alexander Memorial Coliseum, Atlanta, Georgia Asistencia: 4,966 espectadores |  |  |
| Atlanta gana las series, 4–1 |                                                               |                      |                                                             |                                                                                        |  |  |
|                              |                                                               |                      |                                                             |                                                                                        |  |  |

Éste fue el segundo enfrentamiento de ambos equipos en playoffs, con los Hawks ganando el primero de ellos cuando estabn establedicos en St. Louis.
| \| 1967 \| St. Louis Hawks \| 3–0 \| Chicago Bulls \| \| \| \| \| \| \| \| \| \| \| \| \| Pabellón: 1967 Western Division Semifinals \| |                 |     |               |                                            |
| 1967 | St. Louis Hawks | 3–0 | Chicago Bulls |                                            |
| |                 |     |               |                                            |
| |                 |     |               | Pabellón: 1967 Western Division Semifinals |

#### (2)Los Angeles Lakersvs. (4)Phoenix Suns
| 25 de marzo                        | Phoenix Suns                                              | 112–128              | Los Angeles Lakers                                               |                                                                            |  |  |
|                                    | Parciales: 33–25, 24–36, 25–33, 30–34                     |                      |                                                                  |                                                                            |  |  |
|                                    | Estadísticas Paul Silas 26 Paul Silas 18 Connie Hawkins 6 | Reporte Pts Reb Asts | Estadísticas Elgin Baylor 32 Wilt Chamberlain 19 Elgin Baylor 10 | Pabellón: The Forum, Inglewood, California Asistencia: 15,046 espectadores |  |  |
| Los Angeles lidera las series, 1–0 |                                                           |                      |                                                                  |                                                                            |  |  |
|                                    |                                                           |                      |                                                                  |                                                                            |  |  |

| 29 de marzo           | Phoenix Suns                                                                | 114–101              | Los Angeles Lakers                                           |                                                                            |  |  |
|                       | Parciales: 22–26, 25–21, 34–32, 33–22                                       |                      |                                                              |                                                                            |  |  |
|                       | Estadísticas Connie Hawkins 34 Connie Hawkins 20 Hawkins, Van Arsdale 7 c/u | Reporte Pts Reb Asts | Estadísticas Jerry West 33 Wilt Chamberlain 25 Jerry West 11 | Pabellón: The Forum, Inglewood, California Asistencia: 17,501 espectadores |  |  |
| Series empatadas, 1–1 |                                                                             |                      |                                                              |                                                                            |  |  |
|                       |                                                                             |                      |                                                              |                                                                            |  |  |

| 2 de abril                     | Los Angeles Lakers                                                     | 98–112               | Phoenix Suns                                                 |                                                                                                |  |  |
|                                | Parciales: 27–21, 19–23, 25–33, 27–35                                  |                      |                                                              |                                                                                                |  |  |
|                                | Estadísticas Jerry West 31 Wilt Chamberlain 12 Chamberlain, West 7 c/u | Reporte Pts Reb Asts | Estadísticas Gail Goodrich 29 Paul Silas 16 Connie Hawkins 9 | Pabellón: Arizona Veterans Memorial Coliseum, Phoenix, Arizona Asistencia: 12,324 espectadores |  |  |
| Phoenix lidera las series, 2–1 |                                                                        |                      |                                                              |                                                                                                |  |  |
|                                |                                                                        |                      |                                                              |                                                                                                |  |  |

| 4 de abril                     | Los Angeles Lakers                                                    | 102–112              | Phoenix Suns                                                 |                                                                                                |  |  |
|                                | Parciales: 24–33, 29–23, 21–26, 28–30                                 |                      |                                                              |                                                                                                |  |  |
|                                | Estadísticas Wilt Chamberlain 29 Wilt Chamberlain 19 Keith Erickson 6 | Reporte Pts Reb Asts | Estadísticas Gail Goodrich 34 Paul Silas 16 Gail Goodrich 11 | Pabellón: Arizona Veterans Memorial Coliseum, Phoenix, Arizona Asistencia: 12,356 espectadores |  |  |
| Phoenix lidera las series, 3–1 |                                                                       |                      |                                                              |                                                                                                |  |  |
|                                |                                                                       |                      |                                                              |                                                                                                |  |  |

| 5 de abril                     | Phoenix Suns                                                          | 121–138              | Los Angeles Lakers                                                |                                                                            |  |  |
|                                | Parciales: 30–31, 32–41, 31–27, 28–29                                 |                      |                                                                   |                                                                            |  |  |
|                                | Estadísticas Connie Hawkins 28 Connie Hawkins 19 tres jugadores 5 c/u | Reporte Pts Reb Asts | Estadísticas Chamberlain, West 36 c/u Mel Counts 17 Jerry West 18 | Pabellón: The Forum, Inglewood, California Asistencia: 17,475 espectadores |  |  |
| Phoenix lidera las series, 3–2 |                                                                       |                      |                                                                   |                                                                            |  |  |
|                                |                                                                       |                      |                                                                   |                                                                            |  |  |

| 7 de abril            | Los Angeles Lakers                                                 | 104–93               | Phoenix Suns                                                             |                                                                                                |  |  |
|                       | Parciales: 22–26, 24–17, 27–30, 31–20                              |                      |                                                                          |                                                                                                |  |  |
|                       | Estadísticas Jerry West 35 Wilt Chamberlain 26 Wilt Chamberlain 11 | Reporte Pts Reb Asts | Estadísticas Connie Hawkins 24 Paul Silas 21 Van Arsdale, Goodrich 4 c/u | Pabellón: Arizona Veterans Memorial Coliseum, Phoenix, Arizona Asistencia: 12,386 espectadores |  |  |
| Series empatadas, 3–3 |                                                                    |                      |                                                                          |                                                                                                |  |  |
|                       |                                                                    |                      |                                                                          |                                                                                                |  |  |

| 9 de abril                       | Phoenix Suns                                                          | 94–129               | Los Angeles Lakers                                                 |                                                                            |  |  |
|                                  | Parciales: 21–33, 19–30, 24–26, 30–40                                 |                      |                                                                    |                                                                            |  |  |
|                                  | Estadísticas Connie Hawkins 25 Connie Hawkins 15 Hawkins, Silas 4 c/u | Reporte Pts Reb Asts | Estadísticas Wilt Chamberlain 30 Wilt Chamberlain 27 Jerry West 15 | Pabellón: The Forum, Inglewood, California Asistencia: 17,519 espectadores |  |  |
| Los Angeles gana las series, 4–3 |                                                                       |                      |                                                                    |                                                                            |  |  |
|                                  |                                                                       |                      |                                                                    |                                                                            |  |  |

- Los Lakers se convirtieron en el segundo equipo en remontar un 3–1 en unas series de playoff.

Éste fue el primer enfrentamiento de playoffs entre ambos equipos.

## Finales de División

### Finales División Este

#### (1)New York Knicksvs. (2)Milwaukee Bucks
| 11 de abril                     | Milwaukee Bucks                                                                  | 102–110              | New York Knicks                                                |                                                                                          |  |  |
|                                 | Parciales: 19–24, 25–30, 24–28, 34–28                                            |                      |                                                                |                                                                                          |  |  |
|                                 | Estadísticas Kareem Abdul-Jabbar 35 Kareem Abdul-Jabbar 15 Kareem Abdul-Jabbar 5 | Reporte Pts Reb Asts | Estadísticas Willis Reed 24 Dave DeBusschere 16 Bill Bradley 6 | Pabellón: Madison Square Garden, New York City, New York Asistencia: 19,500 espectadores |  |  |
| New York lidera las series, 1–0 |                                                                                  |                      |                                                                |                                                                                          |  |  |
|                                 |                                                                                  |                      |                                                                |                                                                                          |  |  |

| 13 de abril                     | Milwaukee Bucks                                                                   | 111–112              | New York Knicks                                            |                                                                                          |  |  |
|                                 | Parciales: 33–35, 33–28, 24–23, 21–26                                             |                      |                                                            |                                                                                          |  |  |
|                                 | Estadísticas Kareem Abdul-Jabbar 38 Kareem Abdul-Jabbar 23 Kareem Abdul-Jabbar 11 | Reporte Pts Reb Asts | Estadísticas Willis Reed 36 Willis Reed 19 Walt Frazier 14 | Pabellón: Madison Square Garden, New York City, New York Asistencia: 19,500 espectadores |  |  |
| New York lidera las series, 2–0 |                                                                                   |                      |                                                            |                                                                                          |  |  |
|                                 |                                                                                   |                      |                                                            |                                                                                          |  |  |

| 17 de abril                     | New York Knicks                                                     | 96–101               | Milwaukee Bucks                                                            | |  |  |
|                                 | Parciales: 16–29, 31–29, 21–23, 28–20                               |                      |                                                                            | |  |  |
|                                 | Estadísticas Willis Reed 21 Reed, DeBusschere 10 c/u Walt Frazier 7 | Reporte Pts Reb Asts | Estadísticas Kareem Abdul-Jabbar 33 Kareem Abdul-Jabbar 31 Bob Dandridge 8 | Pabellón: Milwaukee Arena, Milwaukee, Wisconsin Asistencia: 10,746 espectadores Árbitros: Mendy Rudolph, Manny Sokolofosky |  |  |
| New York lidera las series, 2–1 |                                                                     |                      |                                                                            | |  |  |
|                                 |                                                                     |                      |                                                                            | |  |  |

| 19 de abril                     | New York Knicks                                            | 117–105              | Milwaukee Bucks                                                                | |  |  |
|                                 | Parciales: 29–23, 36–22, 17–34, 35–26                      |                      |                                                                                | |  |  |
|                                 | Estadísticas Willis Reed 26 Walt Frazier 11 Dick Barnett 8 | Reporte Pts Reb Asts | Estadísticas Kareem Abdul-Jabbar 38 Abdul-Jabbar, Smith 9 c/u Flynn Robinson 7 | Pabellón: Milwaukee Arena, Milwaukee, Wisconsin Asistencia: 10,746 espectadores Árbitros: Eddie Rush, Richie Powers |  |  |
| New York lidera las series, 3–1 |                                                            |                      |                                                                                | |  |  |
|                                 |                                                            |                      |                                                                                | |  |  |

| 20 de abril                   | Milwaukee Bucks                                                      | 96–132               | New York Knicks                                                |                                                                                          |  |  |
|                               | Parciales: 19–35, 26–34, 27–32, 24–31                                |                      |                                                                |                                                                                          |  |  |
|                               | Estadísticas Kareem Abdul-Jabbar 27 Zaid Abdul-Aziz 12 Guy Rodgers 6 | Reporte Pts Reb Asts | Estadísticas Willis Reed 32 Dave DeBusschere 11 Walt Frazier 6 | Pabellón: Madison Square Garden, New York City, New York Asistencia: 19,500 espectadores |  |  |
| New York gana las series, 4–1 |                                                                      |                      |                                                                |                                                                                          |  |  |
|                               |                                                                      |                      |                                                                |                                                                                          |  |  |

- Último partido de Guy Rodgers en la NBA.

Éste fue el primer enfrentamiento entre ambos equipos en playoffs.

### Finales División Oeste

#### (1)Atlanta Hawksvs. (2)Los Angeles Lakers
| 12 de abril                        | Los Angeles Lakers                                                | 119–115              | Atlanta Hawks                                             |                                                                                        |  |  |
|                                    | Parciales: 25–28, 27–39, 36–26, 31–22                             |                      |                                                           |                                                                                        |  |  |
|                                    | Estadísticas Jerry West 38 Wilt Chamberlain 17 Wilt Chamberlain 8 | Reporte Pts Reb Asts | Estadísticas Walt Hazzard 29 Walt Bellamy 21 Lou Hudson 8 | Pabellón: Alexander Memorial Coliseum, Atlanta, Georgia Asistencia: 7,197 espectadores |  |  |
| Los Angeles lidera las series, 1–0 |                                                                   |                      |                                                           |                                                                                        |  |  |
|                                    |                                                                   |                      |                                                           |                                                                                        |  |  |

| 14 de abril                        | Los Angeles Lakers                                                         | 105–94               | Atlanta Hawks                                               |                                                                                        |  |  |
|                                    | Parciales: 25–26, 21–22, 32–18, 27–28                                      |                      |                                                             |                                                                                        |  |  |
|                                    | Estadísticas Chamberlain, West 24 c/u Wilt Chamberlain 24 Keith Erickson 7 | Reporte Pts Reb Asts | Estadísticas Walt Bellamy 20 Bill Bridges 19 Joe Caldwell 7 | Pabellón: Alexander Memorial Coliseum, Atlanta, Georgia Asistencia: 7,197 espectadores |  |  |
| Los Angeles lidera las series, 2–0 |                                                                            |                      |                                                             |                                                                                        |  |  |
|                                    |                                                                            |                      |                                                             |                                                                                        |  |  |

| 17 de abril                        | Atlanta Hawks                                                  | 114–115              | Los Angeles Lakers                                           |                                                                            |  |  |
|                                    | Parciales: 23–25, 32–25, 23–30, 27–25 (T.E.: 9–10)             |                      |                                                              |                                                                            |  |  |
|                                    | Estadísticas Hudson, Beard 22 c/u Bill Bridges 19 Lou Hudson 6 | Reporte Pts Reb Asts | Estadísticas Jerry West 35 Wilt Chamberlain 26 Jerry West 13 | Pabellón: The Forum, Inglewood, California Asistencia: 17,183 espectadores |  |  |
| Los Angeles lidera las series, 3–0 |                                                                |                      |                                                              |                                                                            |  |  |
|                                    |                                                                |                      |                                                              |                                                                            |  |  |

| 19 de abril                      | Atlanta Hawks                                                        | 114–133              | Los Angeles Lakers                                           |                                                                            |  |  |
|                                  | Parciales: 30–24, 26–32, 33–32, 25–45                                |                      |                                                              |                                                                            |  |  |
|                                  | Estadísticas Richie Guerin 31 Bill Bridges 18 Caldwell, Hudson 5 c/u | Reporte Pts Reb Asts | Estadísticas Jerry West 39 Wilt Chamberlain 21 Jerry West 12 | Pabellón: The Forum, Inglewood, California Asistencia: 17,410 espectadores |  |  |
| Los Angeles gana las series, 4–0 |                                                                      |                      |                                                              |                                                                            |  |  |
|                                  |                                                                      |                      |                                                              |                                                                            |  |  |

Este fue el décimo encuentro de playoffs entre estos dos equipos, con los Hawks ganando cinco de los nueve anteriores.
| 1956 | St. Louis Hawks | 2–1 | Minneapolis Lakers |                                            |
|      |                 |     |                    |                                            |
|      |                 |     |                    | Pabellón: 1956 Western Division Semifinals |

| 1957 | St. Louis Hawks | 3–0 | Minneapolis Lakers |                                        |
|      |                 |     |                    |                                        |
|      |                 |     |                    | Pabellón: 1957 Western Division Finals |

| 1959 | St. Louis Hawks | 2–4 | Minneapolis Lakers |                                        |
|      |                 |     |                    |                                        |
|      |                 |     |                    | Pabellón: 1959 Western Division Finals |

| 1960 | St. Louis Hawks | 4–3 | Minneapolis Lakers |                                        |
|      |                 |     |                    |                                        |
|      |                 |     |                    | Pabellón: 1960 Western Division Finals |

| 1961 | St. Louis Hawks | 4–3 | Los Angeles Lakers |                                        |
|      |                 |     |                    |                                        |
|      |                 |     |                    | Pabellón: 1961 Western Division Finals |

| 1963 | St. Louis Hawks | 3–4 | Los Angeles Lakers |                                        |
|      |                 |     |                    |                                        |
|      |                 |     |                    | Pabellón: 1963 Western Division Finals |

| 1964 | St. Louis Hawks | 3–2 | Los Angeles Lakers |                                            |
|      |                 |     |                    |                                            |
|      |                 |     |                    | Pabellón: 1964 Western Division Semifinals |

| 1966 | St. Louis Hawks | 3–4 | Los Angeles Lakers |                                        |
|      |                 |     |                    |                                        |
|      |                 |     |                    | Pabellón: 1966 Western Division Finals |

| 1969 | Atlanta Hawks | 1–4 | Los Angeles Lakers |                                        |
|      |               |     |                    |                                        |
|      |               |     |                    | Pabellón: 1969 Western Division Finals |

## Finales de la NBA: (E1) New York Knicks vs. (W2) Los Angeles Lakers
| 24 de abril                     | Los Angeles Lakers                                                | 112–124              | New York Knicks                                                     |                                                                                          |  |  |
|                                 | Parciales: 25–35, 29–30, 38–24, 20–35                             |                      |                                                                     |                                                                                          |  |  |
|                                 | Estadísticas Jerry West 33 Wilt Chamberlain 24 Wilt Chamberlain 5 | Reporte Pts Reb Asts | Estadísticas Willis Reed 37 Reed, DeBusschere 16 c/u Dick Barnett 9 | Pabellón: Madison Square Garden, New York City, New York Asistencia: 19,500 espectadores |  |  |
| New York lidera las series, 1–0 |                                                                   |                      |                                                                     |                                                                                          |  |  |
|                                 |                                                                   |                      |                                                                     |                                                                                          |  |  |

| 27 de abril           | Los Angeles Lakers                                                     | 105–103              | New York Knicks                                            |                                                                                          |  |  |
|                       | Parciales: 28–24, 24–28, 29–29, 24–22                                  |                      |                                                            |                                                                                          |  |  |
|                       | Estadísticas Jerry West 34 Wilt Chamberlain 24 Garrett, Erickson 6 c/u | Reporte Pts Reb Asts | Estadísticas Willis Reed 29 Willis Reed 15 Walt Frazier 11 | Pabellón: Madison Square Garden, New York City, New York Asistencia: 19,500 espectadores |  |  |
| Series empatadas, 1–1 |                                                                        |                      |                                                            |                                                                                          |  |  |
|                       |                                                                        |                      |                                                            |                                                                                          |  |  |

| 29 de abril                     | New York Knicks                                           | 111–108              | Los Angeles Lakers                                             |                                                                            |  |  |
|                                 | Parciales: 20–26, 22–30, 26–17, 34–29 (T.E.: 9–6)         |                      |                                                                |                                                                            |  |  |
|                                 | Estadísticas Willis Reed 38 Willis Reed 17 Walt Frazier 7 | Reporte Pts Reb Asts | Estadísticas Jerry West 34 Wilt Chamberlain 26 Elgin Baylor 11 | Pabellón: The Forum, Inglewood, California Asistencia: 17,500 espectadores |  |  |
| New York lidera las series, 2–1 |                                                           |                      |                                                                |                                                                            |  |  |
|                                 |                                                           |                      |                                                                |                                                                            |  |  |

- Jerry West anotó una canasta a la desesperada desde 18 metros en el último segundo para empatar el partido a 102 y forzar la prórroga.

| 1 de mayo             | New York Knicks                                                 | 115–121              | Los Angeles Lakers                                           |                                                                            |  |  |
|                       | Parciales: 27–24, 20–30, 20–17, 32–28 (T.E.: 16–22)             |                      |                                                              |                                                                            |  |  |
|                       | Estadísticas Dick Barnett 29 Dave Stallworth 13 Walt Frazier 11 | Reporte Pts Reb Asts | Estadísticas Jerry West 37 Wilt Chamberlain 25 Jerry West 18 | Pabellón: The Forum, Inglewood, California Asistencia: 17,509 espectadores |  |  |
| Series empatadas, 2–2 |                                                                 |                      |                                                              |                                                                            |  |  |
|                       |                                                                 |                      |                                                              |                                                                            |  |  |

| 4 de mayo                       | Los Angeles Lakers                                                    | 100–107              | New York Knicks                                               |                                                                                          |  |  |
|                                 | Parciales: 30–20, 23–20, 29–35, 18–32                                 |                      |                                                               |                                                                                          |  |  |
|                                 | Estadísticas Wilt Chamberlain 22 Wilt Chamberlain 19 Keith Erickson 6 | Reporte Pts Reb Asts | Estadísticas Walt Frazier 21 Cazzie Russell 8 Walt Frazier 12 | Pabellón: Madison Square Garden, New York City, New York Asistencia: 19,500 espectadores |  |  |
| New York lidera las series, 3–2 |                                                                       |                      |                                                               |                                                                                          |  |  |
|                                 |                                                                       |                      |                                                               |                                                                                          |  |  |

| 6 de mayo             | New York Knicks                                                    | 113–135              | Los Angeles Lakers                                                 |                                                                            |  |  |
|                       | Parciales: 16–36, 35–35, 29–28, 33–36                              |                      |                                                                    |                                                                            |  |  |
|                       | Estadísticas Dave DeBusschere 25 Dave DeBusschere 9 Dick Barnett 8 | Reporte Pts Reb Asts | Estadísticas Wilt Chamberlain 45 Wilt Chamberlain 27 Jerry West 13 | Pabellón: The Forum, Inglewood, California Asistencia: 17,509 espectadores |  |  |
| Series empatadas, 3–3 |                                                                    |                      |                                                                    |                                                                            |  |  |
|                       |                                                                    |                      |                                                                    |                                                                            |  |  |

| May 8                         | Los Angeles Lakers                                              | 99–113               | New York Knicks                                                  |                                                                                          |  |  |
|                               | Parciales: 24–38, 18–31, 27–25, 30–19                           |                      |                                                                  |                                                                                          |  |  |
|                               | Estadísticas Jerry West 28 Wilt Chamberlain 24 Keith Erickson 6 | Reporte Pts Reb Asts | Estadísticas Walt Frazier 36 Dave DeBusschere 17 Walt Frazier 19 | Pabellón: Madison Square Garden, New York City, New York Asistencia: 19,500 espectadores |  |  |
| New York gana las series, 4–3 |                                                                 |                      |                                                                  |                                                                                          |  |  |
|                               |                                                                 |                      |                                                                  |                                                                                          |  |  |

Éste fue el tercer enfrentamiento en playoffs entre ambos equipos, con los Lakers ganando los dos primeros cuando estaban establecidos en Minneapolis.
| 1952 | Minneapolis Lakers | 4–3 | New York Knicks |                           |
|      |                    |     |                 |                           |
|      |                    |     |                 | Pabellón: 1952 NBA Finals |

| 1953 | Minneapolis Lakers | 4–1 | New York Knicks |                           |
|      |                    |     |                 |                           |
|      |                    |     |                 | Pabellón: 1953 NBA Finals |